# Elimia pupaeformis
Elimia pupaeformis är en snäckart som först beskrevs av I. Lea 1864.  Elimia pupaeformis ingår i släktet Elimia och familjen Pleuroceridae. IUCN kategoriserar arten globalt som utdöd. Inga underarter finns listade i Catalogue of Life.